# クリストファー・マスターソン
クリストファー・マスターソン（Christopher Masterson, 1980年1月22日 - ）は、アメリカ合衆国出身の俳優である。

## 出演作品

### 映画
- すんどめカップル
- CUBE NEXT キューブ・ネクスト
- ウォーター・パニック in L.A.（ザック）
- 最'新'絶叫計画（バディ）
- ベスト・フレンズ・ウェディング（スコット・オニール）
- カットスロート・アイランド（ボーエン）

### テレビシリーズ
- メン・アット・ワーク
- ホワイトカラー シーズン3
- マルコム in the Middle シーズン1～7（フランシス）
- デッド・ゾーン シーズン1

### オリジナルビデオ
- ドラゴンハート 新たなる旅立ち（ジョフ）